# Jan Edward Nowodworski

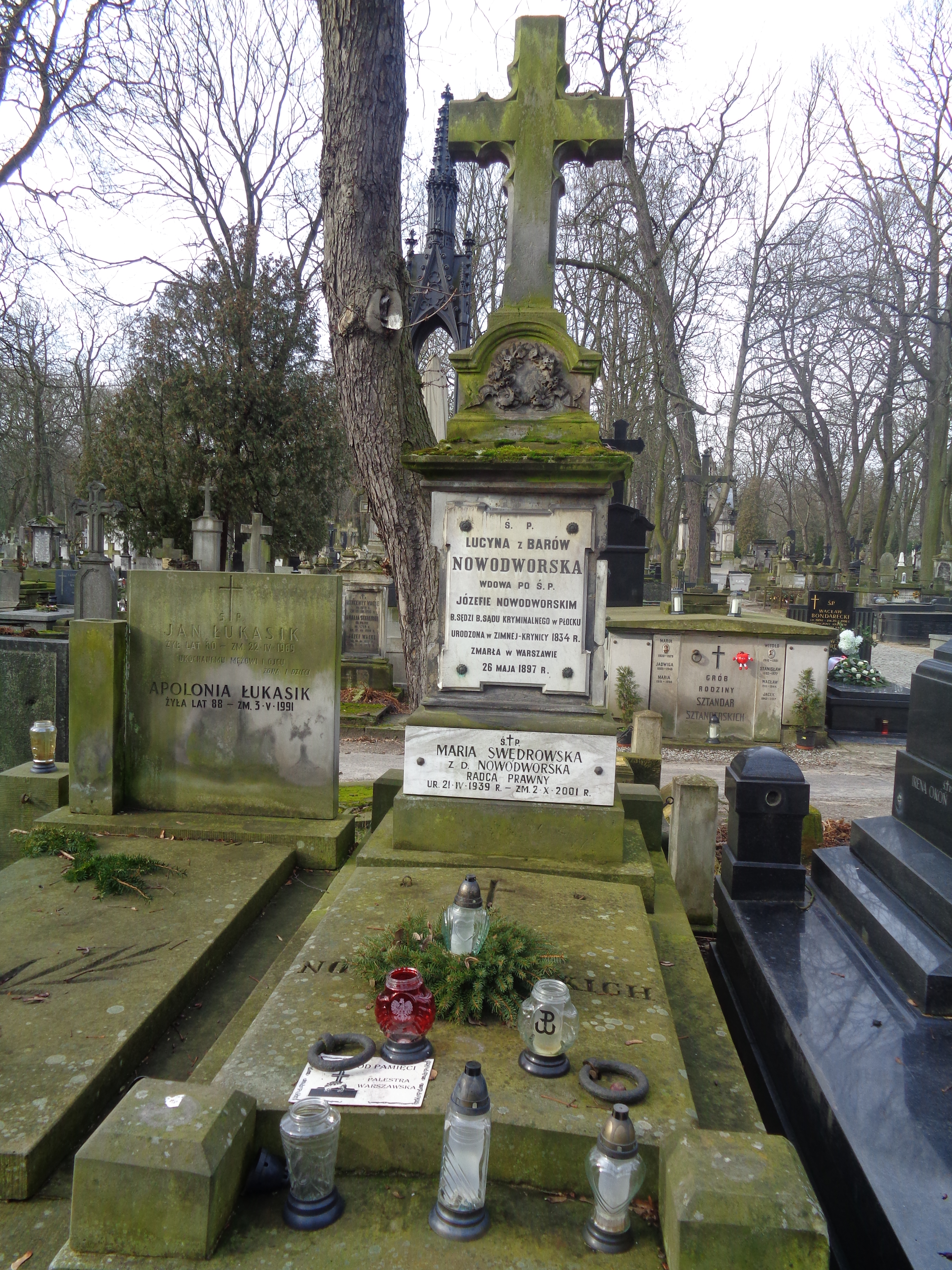
Grób Jana Edwarda Nowodworskiego na cmentarzu Powązkowskim

Jan Edward Nowodworski (ur. 11 czerwca 1876 w Płocku, zm. 30 lipca 1954 w Warszawie) – polski adwokat, sędzia, polityk, poseł na Sejm III kadencji w II RP, z ramienia Stronnictwa Narodowego.

## Życiorys
Absolwent gimnazjum filologicznego w Płocku i prawa na Uniwersytecie Warszawskim. W 1898 uzyskał stopień naukowy kandydata nauk. W latach 1898–1899 odbył jednoroczną służbę wojskową. Od sierpnia 1903 był adwokatem przysięgłym w Warszawie. Jako młodszy oficer 14 pułku strzelców wschodniosyberyjskich uczestniczył w wojnie rosyjsko-japońskiej. Od marca do października 1905 pracował jako obrońca i podsekretarz w Sądzie Wojskowym w Charkowie. W latach 1906–1907 występował w Warszawie jako obrońca w procesach politycznych. Od 1907 należał do Koła Prawników Polskich, w którym doszedł do stanowiska prezesa. Od 1912 działał w Towarzystwie Opieki nad Więźniami "Patronat" guberni warszawskiej.
W czasie I wojny światowej walczył w armii rosyjskiej, kolejno jako adiutant i dowódca kompanii 298 pułku piechoty (sierpień 1914 - wrzesień 1915), starszy adiutant w sztabie 50 brygady pospolitego ruszenia (październik 1915 - marzec 1916), naczelnik służby łączności 117 dywizji piechoty (kwiecień - czerwiec 1916), funkcjonariusz Okręgowej Intendentury w Kijowie (czerwiec 1916 - lipiec 1917), p.o. prokuratora przy Sądzie Wojskowym w Jekaterynosławiu (sierpień 1917 - luty 1918). Od kwietnia 1920 pracował jako sędzia niezawodowy przy Izbie Karnej Sądu Okręgowego w Starogardzie. W Wojsku Polskim był od lipca 1920 w stopniu podporucznika referentem prokuratury przy Naczelnym Sądzie Wojskowym. W grudniu 1920 został bezterminowo urlopowany. 14 października 1920 otrzymał stopień majora, 8 lutego 1924 - podpułkownika ze starszeństwem z 1 czerwca 1919. 
Od 1919 był członkiem Rady Adwokackiej w Warszawie, jej sekretarzem w 1920, w 1921 - wicedziekanem, w latach 1926-28 i 1930-32 - dziekanem. W latach 1922–1923 i od 1934 zasiadał w Naczelnej Rady Adwokackiej (był jej sekretarzem i przewodniczącym rzeczników dyscyplinarnych). Od 1938 do 1939 był prezesem Wyższego Sądu Dyscyplinarnego Adwokatury. Publikował w Gazecie Sądowej Warszawskiej i Palestrze, na łamach której krytykował próby zwiększenia nadzoru państwowego nad adwokaturą. Specjalizował się w prawie karnym - w procesie brzeskim bronił Adama Pragiera. W 1922 kandydował bezskutecznie w wyborach do Sejmu z listy państwowej Centrum Mieszczańskiego, a w 1928 - do Senatu z Listy Katolicko-Narodowej w Warszawie. Piastował mandat posła na Sejm RP III kadencji z okręgu wyborczego nr 1 (Warszawa) z Listy Narodowej. 
W wojnie 1939 kierował sądem polowym Armii "Warszawa". W czasie okupacji hitlerowskiej wszedł w skład Rady Konsultacyjnej przy niemieckim komisarzu dla reorganizacji adwokatury (tzw. Beiratu). Został skreślony z listy adwokatów za sprzeciw wobec usuwania Żydów z zawodu. Należał do Tajnej Rady Adwokackiej i Rady Wydawniczej tajnego Polskiego Wydawnictwa Prawniczego. Po II wojnie światowej pełnił funkcję wiceprezesa Sądu Okręgowego w Warszawie, po czym wrócił do pracy w adwokaturze. W 1952 skreślony z listy adwokatów, przywrócony po odwołaniu do Ministra Sprawiedliwości.
Spoczywa na cmentarzu Powązkowskim w Warszawie (kwatera 20, rząd 5, grób 4).

## Rodzina
Syn Józefa - sędziego i Lucyny z domu Bar. Wnuk Franciszka Nowodworskiego, prezydenta Włocławka. Brat posła do rosyjskiej Dumy Państwowej Franciszka Nowodworskiego. Jego bratankiem był dyrektor Departamentu Sprawiedliwości Delegatury Rządu na Kraj Leon Nowodworski. Od 1920 w związku małżeńskim z Anną z Szumowskich, nie miał dzieci.

## Odznaczenia
- Order Świętej Anny II, III i IV klasy
- Order Świętego Stanisława II i III klasy